# باتريك وليامز (لاعب كرة قدم أمريكية)
باتريك وليامز (بالإنجليزية: Patrick Williams)‏ هو لاعب كرة قدم أمريكية أمريكي، ولد في 19 يناير 1986 في دالاس في الولايات المتحدة.

## وصلات خارجية
- باتريك وليامز على موقع مرجع كرة القدم المحترفة.كوم (الإنجليزية)